# NGC 870
NGC 870 é uma galáxia  localizada na direcção da constelação de Aries. Possui uma declinação de +14° 31' 22" e uma ascensão recta de 2 horas, 17 minutos e 09,1 segundos.
A galáxia NGC 870 foi descoberta em 22 de Novembro de 1854 por William Parsons.